# 휴스턴 레프넥스
| 휴스턴 레프넥스 |                                 |
| 콘퍼런스        |                                 |
| 디비전          | 사우스 디비전                   |
| 설립연도        | 2018년                          |
| 해체연도        | 2024년                          |
| 역사            | 휴스턴 레프넥스 (2018년~2024년) |
| 경기장          | TDECU 스타디움                  |
| 연고지          | 텍사스주 휴스턴                 |
| 소유주          | 알파 아퀴코 LLC.                |
| 회장            | 브라이언 마이클 쿠퍼            |
| 단장            | 준 존스                         |
| 감독            | 준 존스                         |
| 리그 우승       |                                 |
| 콘퍼런스 우승   |                                 |
| 디비전 우승     |                                 |

휴스턴 레프넥스(Houston Roughnecks)는 텍사스주 휴스턴을 연고지로 하는 XFL 사우스 디비전 소속 미식축구 팀이다. 홈 경기장은 TDECU 스타디움이다.
2024년 USFL과 XFL이 UFL로 통합되면서 휴스턴 러프넥스 브랜드가 휴스턴 갬블러스로 넘어갔다.